# Hartwig Kirschner
Hartwig Kirschner (* 28. Juli 1922 in Königsberg i. Pr.; † 14. Januar 1995 in Hamburg) war ein deutscher Chirurg.

## Leben
Hartwig Kirschner war Sohn von Martin Kirschner, Ordinarius für Chirurgie an der Albertus-Universität. Nach Kriegswirren und Gefangenschaft bestand Hartwig Kirschner 1948 das Staatsexamen an der Albert-Ludwigs-Universität Freiburg, die ihn im März 1948 zum Dr. med. promovierte.  Er war Pflichtassistent in Biberach und Assistent bei dem Heidelberger Internisten Richard Siebeck. Ab 1949 war er drei Jahre am Hospital in San Antonio, Santo Domingo (Provinz). Der Chirurg Georg begeisterte ihn endgültig für die Chirurgie. 1952 nach Deutschland zurückgekehrt, ging Kirschner zu Albert Lezius an das  Universitätskrankenhaus Hamburg-Eppendorf. 1959 habilitierte er sich bei dessen Nachfolger Ludwig Zukschwerdt und war bis 1965 Privatdozent an der Universität Hamburg. Seit dem 1. November 1964 chirurgischer Chefarzt im alten AK Altona, war er maßgeblich an der Planung des neuen Allgemeinen Krankenhauses Altona in Hamburg-Othmarschen beteiligt, wo er weiterhin als Chefarzt der Chirurgischen Abteilung wirkte. 1965 wurde er zum außerplanmäßigen Professor der Universität Hamburg ernannt. Kirschner sorgte am Allgemeinen Krankenhaus für eine strukturierte Weiterbildung und ein „ausgezeichnetes Arbeitsklima“. Zehn Oberärzte (darunter Heinz-Jürgen Schröder) wurden zu Chefärzten gewählt, drei habilitierten sich. Im Juni 1987 trat Kirschner in den Ruhestand. Für die Vereinigung Nordwestdeutscher Chirurgen war er 1968 und 1984 Vorsitzender der 102. und 134. Tagung.

## Veröffentlichungen
- Hamartohlastom der Lunge. In: Thorax cardiovasc Surg, Georg Thieme Verlag 1962; 10(1):107–112.